# Distrito de Baden (Suiza)
El distrito de Baden es uno de los once distritos del cantón de Argovia (Suiza). Su superficie es de 153,07 km². Cuenta con una población de 125.691 habitantes (diciembre de 2007) y una densidad de población de 821,13 habitantes por km². Está formado por 26 comunas, su capital es Baden aunque la ciudad más poblada es Wettingen.

## Geografía
Al norte limita con el distrito de Zurzach, al oeste lo hace con los distritos de Brugg y Lenzburg al sur con el de Bremgarten, al este limita con los de Dielsdorf (ZH) y Dietikon (ZH). Los ríos Limago y Reuss atraviesan el distrito.

## Comunas
| Distrito de Baden | Distrito de Baden      | Distrito de Baden |
| Comunas           | Población (31.12.2014) | Superficie km²    |
| ----------------- | ---------------------- | ----------------- |
| Baden             | 18 670                 | 13.17             |
| Bellikon          | 1541                   | 4.94              |
| Bergdietikon      | 2652                   | 5.94              |
| Birmenstorf       | 2904                   | 7.80              |
| Ehrendingen       | 4716                   | 7.31              |
| Ennetbaden        | 3302                   | 2.11              |
| Fislisbach        | 5568                   | 5.05              |
| Freienwil         | 970                    | 3.99              |
| Gebenstorf        | 4911                   | 5.64              |
| Killwangen        | 1929                   | 2.43              |
| Künten            | 1685                   | 4.89              |
| Mägenwil          | 2078                   | 3.48              |
| Mellingen         | 5150                   | 4.86              |
| Neuenhof          | 8603                   | 5.37              |
| Niederrohrdorf    | 3622                   | 3.33              |
| Oberrohrdorf      | 4000                   | 4.30              |
| Obersiggenthal    | 8637                   | 8.36              |
| Remetschwil       | 2040                   | 3.88              |
| Spreitenbach      | 11 040                 | 8.60              |
| Stetten           | 2013                   | 4.41              |
| Turgi             | 2962                   | 1.55              |
| Untersiggenthal   | 7104                   | 8.28              |
| Wettingen         | 20 221                 | 10.59             |
| Wohlenschwil      | 1482                   | 4.39              |
| Würenlingen       | 4452                   | 9.37              |
| Würenlos          | 6068                   | 9.03              |
| Total (26)        | 138 320                | 153.07            |

### Fusiones
- 1 de enero de 2006: Oberehrendingen y Unterehrendingen --> Ehrendingen